# Лоредано, Леонардо

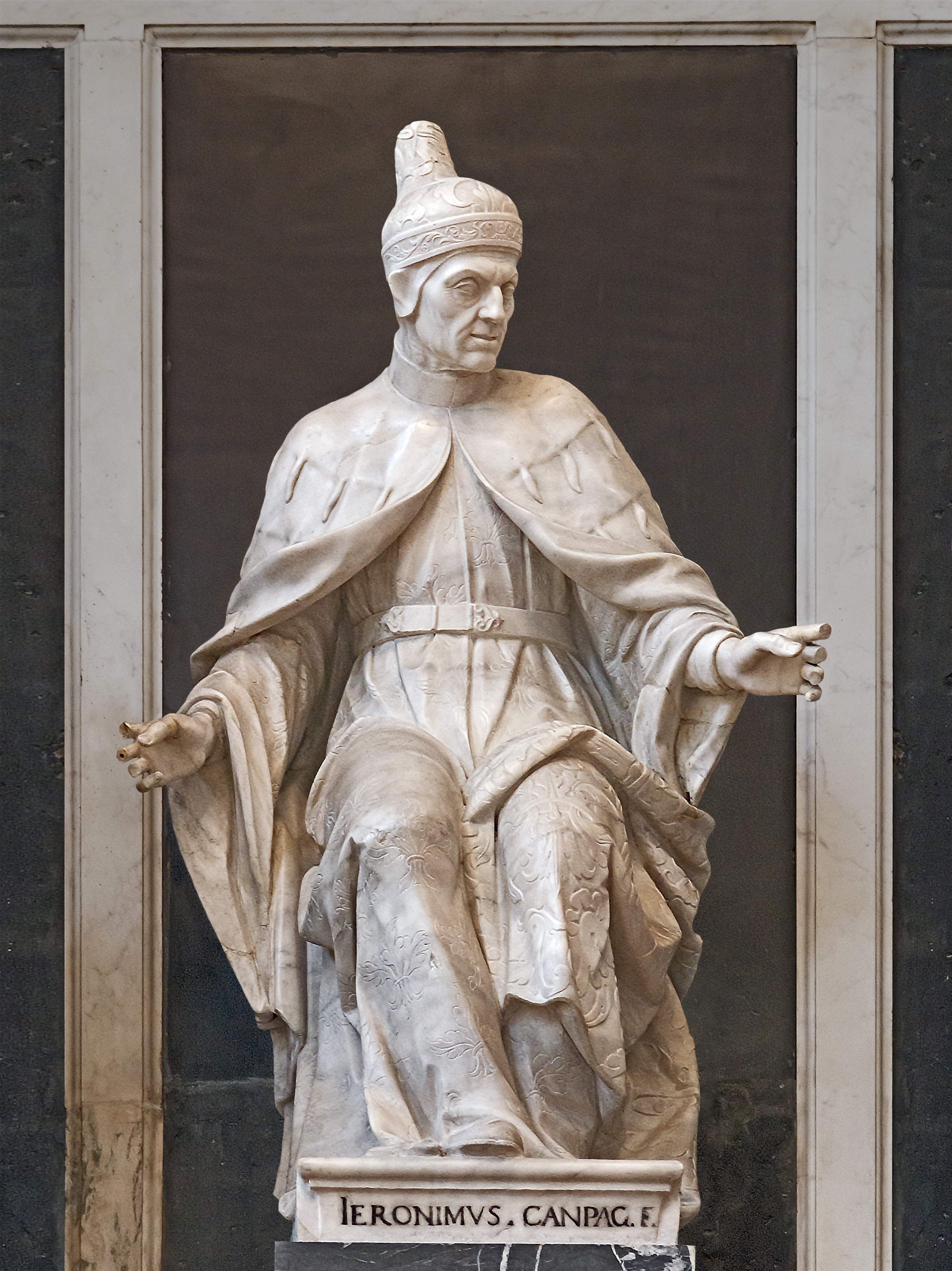
Его могила, в Венеции.

Леонардо Лоредано (1436 — 21 июня 1521) — 75-й венецианский дож.

## Биография
Родился в богатой патрицианской семье Джероламо Лоредано и Донаты Доньи. Женился на аристократке Морозине Джустиниан, от брака с которой имел 9 детей.
Был дожем Венецианской республики во времена Войны Камбрейской Лиги (1508—1516). Во время его правления, воспользовавшись смертью папы Александра VI в 1503 году, Венеция оккупирует несколько территорий в северной части Папской области. От фактического преемника Александра IV — папы Юлия II — венецианцы ожидали, что конфискация папской территории будет принята без возражений, так как новый папа симпатизировал Венеции и носил прозвище «Венецианец».
Вместо этого новый папа в союзе с Францией, Священной Римской империей и несколькими другими христианскими государствами образовал Камбрейскую лигу и попытался восстановить Папскую область в прежних границах. После поражения Венеции в битве при Аньяделло союзники Папы захватили Падую и оказались в непосредственной близости от Венеции. В этой ситуации дож Леонардо Лоредано объединил население, призвав к всеобщей мобилизации. Падуя была отбита. После этого Венеция заключила мир и заняла сторону папы во вновь образованной Священной лиге, в его новой войне против Франции. Умело действуя в этой войне, Венеция смогла расширить свою территорию.
Лоредано сумел вынести на своих плечах всю трудность неравной борьбы с Камбрейской лигой и горечь военного и политического поражения республики. Марино Санудо в своих «Дневниках» говорит о достоинствах Лоредано в самых восторженных выражениях, отмечая его благородное происхождение и называя человеком справедливым и человечнейшим (homo guisto et humanissimo).

## В искусстве

Герб Леонардо Лоредано

Сохранился портрет Леонардо Лоредано работы Джованни Беллини (после 1501), который считается одним из самых лучших образцов портретного творчества этого мастера.